# إميل بورجوازي
إميل بورجوازي (بالفرنسية: Émile Bourgeois)‏ هو مؤرخ فرنسي، ولد في 24 يوليو 1857 في باريس في فرنسا، وتوفي في 25 أغسطس 1934 في فرساي في فرنسا.